# Юрма
Юрма — гаряча страва, що походить від ритуальних святкових супів фінно-угорської кухні, зокрема, комі-перм'яцькій. Являє собою суміш юшки і бульйону з птиці (дичини).

## Походження страви
Юрма, походить від стародавніх страв народів, що населяли територію сучасної Російської Федерації, та займались мисливським промислом і риболовлею.
Його немає ні в одній кулінарній книзі. Найперше згадування — серед давньоруських страв кінця XVI — середини XVII століття, але без жодної вказівки на склад, пропорції і прийоми приготування. Для російського парадного стола вищих станів, юрма готувалася особливо часто в XVII столітті. Вважається, що спочатку юрма була ритуальною, жертовною стравою низки фінно-угорських народів Росії.
Особливість юрми на відміну від інших страв, полягає в тому, що в ній кидався, свого роду виклик, російським церковним традиціям, які вимагали суворого розділення пісного і скоромного харчової сировини. В юрмі, ритуальній страві угро-фінів, змішувалося все плаваюче (риба) і все летюче (птах). В юрмі рибу (стерлядь, осетрина, лосось) відварюють у курячому, індичому чи іншому бульйоні, або обидва бульйону — рибний і курячий — змішувалися, і в цій суміші вдруге відварювати шматки риби і птаха. Поряд з рибою і птахом в юрмі варилися і дикі рослини — дикий лук (колба), черемша, сарана, листя кропиви, кислиці, петрушки, кервеля, кропу.        
У московській кухні XVII в. юрма отримала подальше вдосконалення: її здобрювали прянощами — чорним перцем, шафраном, клали лимон та цедру.

## Походження назви
На те, що страва дійсно старовинна і його походження має комі-перм'яцький корінь слова «юр», що перекладається як «казанок», «горщик». Крім того, є в комі-перм'яцькому словнику поняття «Урман», що перекладається як «артель», а в давнину мало значення «багато», «повним-повнісінько». Найімовірніше, в давнину страва мала назву «юр-Урман», що можна перекласти як «повний горщик» або «повнісінько в казанку». Російські поселенці скоротили назву до слова «юрма».
До речі, юрмою також називається гребінь гір Уфимської губернії, Златоустівського повіту, що досягає 1029 м (3374 футів) і увінчаний безліччю сопок. У слюдяному сланці гребеня з'являються пласти чистого або слюдистого кварцу. У цьому гребені зустрічаються сієнітовий сланець, крупнозернистий граніт і гнейс. Він служить вододілом Волзького і Обського басейнів. Башкири вважали Юрму недоступним, тому він отримав свою назву (юр — «йди», ма — «не»).

## Рецепт страви
У зв'язку з тим, що рецепт цієї страви не зберігся, сучасний рецепт юрми є реконструйованим на основі усних переказів та пам'яток. Достовірно відомо, що до її складу входили риба, курка та шафран.
Спочатку необхідно приготувати рибний і курячий бульйони. Що стосується рибного бульйону, то придатними для бульйону є судак, сиг, таймень, харіус, нельма, тобто ті сорти риби, що володіють ніжним білим або злегка рожевим м'ясом. З морських риб підійдуть навага, нототенія, та ін. Що стосується курки, то вона повинна бути нежирної (зайвий жир краще зняти) і очищеної від шкіри.
Бульйони варять в різних каструлях, кожен з очищеною цибулиною, лавровим листом і чорним перцем горошком. Важливо домогтися прозорості обох бульйонів, для цього вдаються до процедур освітлення: збирають з поверхні жир, вливають перед зливом бульйону 1-2 ложки крижаної води.
Рибний бульйон необхідно варити не більше 20 хвилин, потім рибу, порізану великими шматками витягти і відкласти. Курячий бульйон, треба варити до готовності курки, потім курку треба вийняти і біле м'ясо порубати на маленькі шматочки, змішати з зеленою цибулею і ложкою манної крупи, збитим сирим яйцем і сформувати з отриманої маси кнелі, розміром у волоський горіх.
З'єднати бульйони, керуючись двома правилами: курячого бульйону має бути трохи більше рибного і вливати треба гарячий курячий бульйон в гарячий рибний. Після з'єднання бульйонів необхідно прогріти суміш протягом декількох хвилин на слабкому вогні, потім додати вогонь і відварити кнелі (у разі, якщо кнелі виявляться нещільними, краще відварювати їх порціями в зануреному в суп ополонику). Вийняти кнелі, в юрму покласти дрібно нарізані кріп, петрушку, селеру, зелений лук, посипати шафраном.
Також можна покласти два-три зубчики часнику. Крім того, можна використовувати порубані молоде листя хрону. Замість зелені, можна всипати стакан посіченою молодої кропиви. Проварити 1-2 хвилини, покласти в бульйон кнели і шматки риби, прогріти на вогні протягом декількох хвилин.